# Dipsas vermiculata
Dipsas vermiculata är en ormart som beskrevs av Peters 1960. Dipsas vermiculata ingår i släktet Dipsas och familjen snokar. Inga underarter finns listade i Catalogue of Life.
Arten förekommer i södra Ecuador och norra Peru. Den lever i regioner som ligger 400 till 1450 meter över havet. Dipsas vermiculata vistas i regnskogar och den kan antagligen förekomma i molnskogar. Denna orm håller sig i skogens centrala delar längre bort från skogskanterna. Honor lägger ägg.
I Ecuador hotas beståndet av skogens omvandling till odlingsmark, av gruvdrift och av nya vattenmagasinen. Dipsas vermiculata är fortfarande vanligt förekommande. IUCN listar arten som livskraftig (LC).